# Moscow (Kansas)
Moscow è una città degli Stati Uniti d'America, situato nello Stato del Kansas, nella contea di Stevens.